# Hypena
Hypena é um gênero de traça pertencente à família Arctiidae.